# Râul Beltic
Râul Beltic este un curs de apă, afluent al râului Asod.

## Bazin hidrografic
Râul Beltic este un curs de apă din bazinul hidrografic al râului Siret.